# 福岡県弁護士会
福岡県弁護士会（ふくおかけんべんごしかい、Fukuoka Bar Association）は、日本に52ある弁護士会の一つである。福岡県内の法律事務所に所属する弁護士約1,300名が所属している。

## 概要
1893年5月に3つの代言人組合（福岡市会、北九州市会、久留米市会）が結成した福岡地方裁判所所属弁護士会が前々身である。その後、福岡弁護士会、福岡県弁護士会と変遷し、現在の組織となった。
1990年には全国に先駆けて当番弁護士制度を発足させた。また、2001年には全国に先駆けて当番付添人制度を発足させた。
2019年1月、福岡市中央区六本松に新弁護士会館が竣工、同年2月から業務を開始した。

### 部会
福岡県弁護士会では、地域に応じて4つの部会が設けられている。
福岡部会
弁護士972名（2019年4月現在）
北九州部会
弁護士214名（2019年4月現在）
筑後部会
弁護士100名（2019年4月現在）
筑豊部会
弁護士37名（2019年4月現在）

### 総合法律相談センター
福岡県弁護士会が運営している法律相談センターは福岡県内に18ヶ所ある。
| 福岡地区 - 天神弁護士センター - いとしま弁護士センター - むなかた弁護士センター - 二日市法律相談センター - 古賀弁護士相談センター 北九州地区 - 北九州法律相談センター - 魚町法律相談センター - 折尾法律相談センター - 豊前法律相談センター - 行橋法律相談センター | 筑豊地区 - 飯塚法律相談センター - 直方弁護士センター - 田川弁護士センター 筑後地区 - 久留米法律相談センター - うきは法律相談センター - 柳川法律相談センター - 八女法律相談センター - 大牟田法律相談センター |

### 福岡県弁護士会紛争解決センター
2011年3月に、ADR法に基づく裁判外紛争解決手続（ADR）の実施機関として、法務省から認可された。対象とする紛争の分野・種類・範囲は民事に関する紛争で、手続きの実施場所は天神弁護士センター、北九州弁護士会館、筑後弁護士会館である。

## 不祥事
所属する法坂一広が遺産相続の相談によるトラブルから懲戒請求され、福岡県弁護士会は法坂を業務停止1ヵ月の処分とした。